# Miles Sanders
Miles Sanders (1 de mayo de 1997), apodado “Boobie Miles,” es un jugador de fútbol americano que desempeña la posición de running back para los Dallas Cowboys de la NFL. Fue drafteado por los Eagles en la segunda ronda del draft del 2019  después de jugar fútbol universitario en Penn State. Miles creció en Swissvale, un vecindario en el extremo este de Pittsburgh, Pensilvania, y asistió a la escuela secundaria Woodland Hills High School, donde fue titular durante tres años como corredor. Después de ganar el premio Mr. Football de Pensilvania durante su último año y asistir al Under Armour All-America Game, Sanders eligió asistir a Penn State en lugar de otras ofertas, incluidas las Pittsburgh Panthers locales.

## Carrera universitaria
Sanders vio una cantidad limitada de tiempo de juego como un verdadero estudiante de primer año detrás de su compañero de equipo Saquon Barkley . Recibió la mayoría de sus repeticiones en equipos especiales esa temporada. Mientras devolvía patadas para Penn State, Sanders estableció el récord escolar de patadas devueltas en una temporada (33). También ocupa el segundo lugar en la lista del programa en yardas por devolución de patadas en una sola temporada (688), con un promedio de 20,8 yardas por devolución.
Sanders fue seleccionado como una mención de honor del equipo BTN.com All-Big Ten Freshman Team.

### Temporada de segundo año
En 2017, Sanders jugó en 12 partidos, haciendo su primera titularidad universitaria en uno de ellos. Comenzó su primer juego contra Rutgers el 11 de noviembre de 2017. Sanders recibió el Premio Red Worrell 2018, para el jugador ofensivo que mejor demostró una conducta, lealtad, interés, actitud y mejora ejemplares durante la práctica de primavera.

### Temporada juvenil
Con la salida de Barkley de Penn State después de la temporada 2017, Sanders fue nombrado corredor titular de Penn State. Sanders inició 13 de 13 juegos en la temporada 2018. El 1 de septiembre, en su debut en la temporada júnior contra Appalachian State, cargó el balón 19 veces, corriendo para 91 yardas y dos touchdowns. Eso también incluyó el touchdown de 4 yardas ganador del juego en tiempo extra. Después de esta actuación, fue nombrado Jugador Ofensivo de la Semana del cuerpo técnico. El juego más notable del año de Sanders fue contra Illinois el 21 de septiembre. Corrió para alcanzar la mejor marca de su carrera de 200 yardas en 22 acarreos. También terminó el juego con tres touchdowns terrestres, la mejor marca de su carrera. Luego fue nombrado el Jugador Co-Ofensivo de la Semana de los Diez Grandes.
Para finalizar la temporada, Sanders terminó n.º 2 en el Big Ten y n.º 15 en la nación con 1,274 yardas terrestres, fue clasificado n.º 4 en la conferencia y n.º 25 en la FBS con 98.0 yardas terrestres por juego, y fue n.º 5 en el Big Ten y n.º 40 en la nación con 5.79 yardas por acarreo. Además, terminó séptimo en el Big Ten en touchdowns terrestres (9) y yardas de uso múltiple por juego (108.7). El 3 de enero de 2019, Sanders decidió declararse para el Draft de la NFL y renunciar a su temporada sénior de fútbol americano universitario.

### Estadísticas universitarias
| Temporada           | Equipo              | Partidos | Corriendo | Corriendo | Corriendo | Corriendo | Corriendo | Recepción | Recepción | Recepción | Recepción | Recepción | Regreso del Kickoff | Regreso del Kickoff | Regreso del Kickoff | Regreso del Kickoff | Regreso del Kickoff |
| Temporada           | Equipo              | Partidos | Att       | Yds       | Promedio  | Largo     | TD        | Rec       | Yds       | Promedio  | Largo     | TD        | KR                  | Yds                 | Promedio            | TD                  | Largo               |
| ------------------- | ------------------- | -------- | --------- | --------- | --------- | --------- | --------- | --------- | --------- | --------- | --------- | --------- | ------------------- | ------------------- | ------------------- | ------------------- | ------------------- |
| 2016                | Penn State          | 13       | 25        | 184       | 7.4       | 57        | 1         | 2         | 24        | 12,0      | 21        | 1         | 33                  | 688                 | 20,8                | 0                   | 48                  |
| 2017                | Penn State          | 12       | 31        | 191       | 6.2       | 31        | 2         | 6         | 30        | 5,0       | 7         | 0         | 5                   | 76                  | 15,2                | 0                   | 23                  |
| 2018                | Penn State          | 13       | 220       | 1274      | 5.8       | 78        | 9         | 24        | 139       | 5.8       | 29        | 0         | 0                   | 0                   | 0                   | 0                   | 0                   |
| Carrera profesional | Carrera profesional | 37       | 276       | 1649      | 6.0       | 78        | 12        | 32        | 193       | 6.0       | 29        | 1         | 38                  | 764                 | 20,1                | 0                   | 48                  |
| Fuente              |                     |          |           |           |           |           |           |           |           |           |           |           |                     |                     |                     |                     |                     |

### Premios y reconocimientos
- Pro Bowl (2020)[cita requerida]
- BTN.com All-Big Ten Freshman Team Mención de honor[5]
- Premio Red Worrell 2018[7]
- Seleccionado el segundo equipo All-Big Ten por los entrenadores y los medios de comunicación de la liga[14]
- Honores del All-Big Ten del segundo equipo por Associated Press[14]
- Jugador ofensivo más valioso de Penn State[15]
- Diez grandes jugadores ofensivos de la semana después del juego de Illinois (21/9)[16]
- Miembro de la lista de seguimiento de premios Maxwell[17]
- Lista de vigilancia de pretemporada para el Premio Doak Walker, otorgado al mejor corredor de la nación[18]

## Carrera profesional
Sanders fue seleccionado por los Philadelphia Eagles en la segunda ronda (selección 53 en general) en el Draft de la NFL 2019 . Está representado por Beyond Athlete Management.

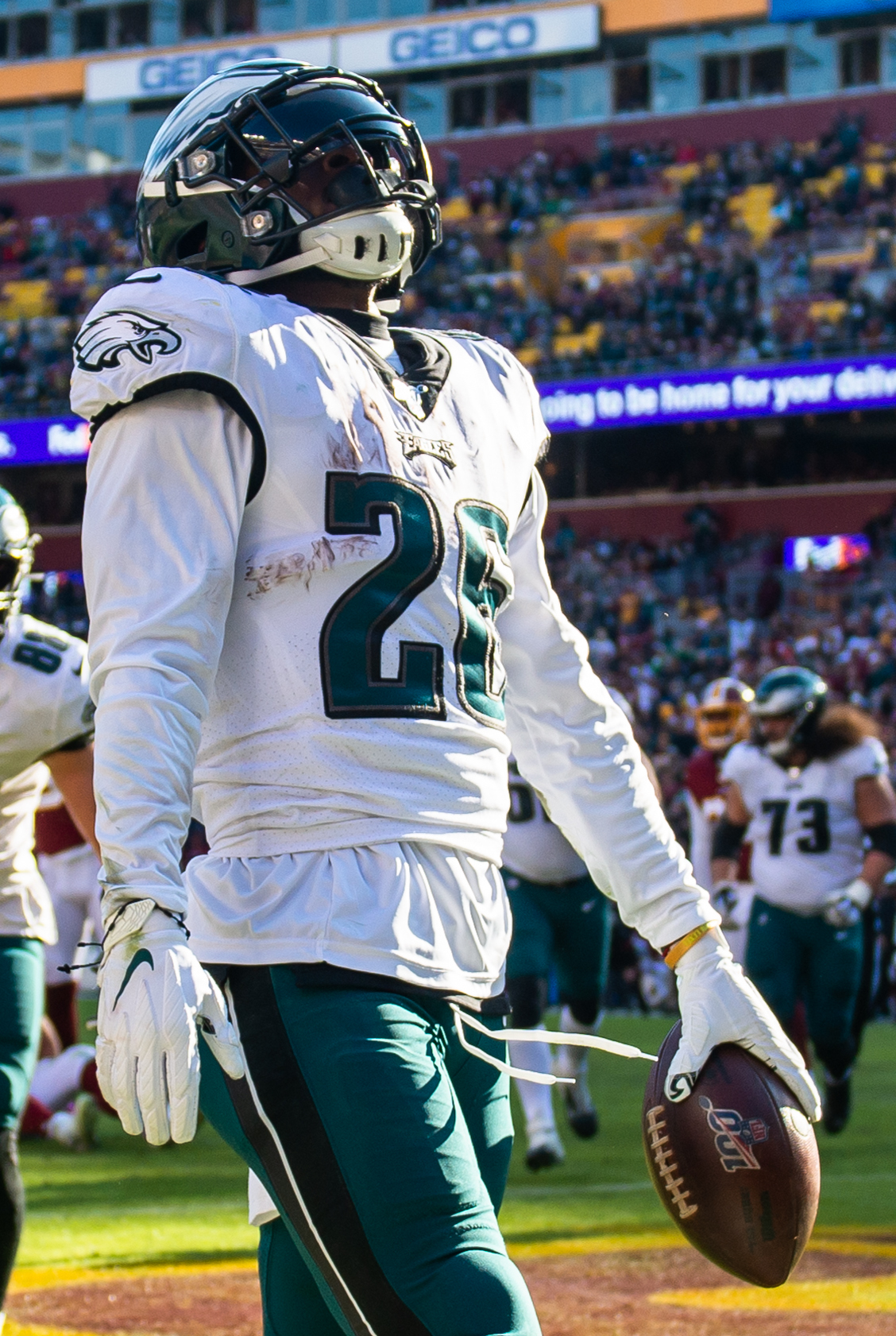
Sanders en un juego contra los Washington Redskins

Sanders hizo su debut en la NFL en la Semana 1 contra los Washington Redskins . En el juego, Sanders corrió 11 veces para 25 yardas y los Eagles ganaron 32-27. En la Semana 6 contra los Minnesota Vikings, Sanders corrió tres veces para seis yardas y atrapó tres pases para 86 yardas y un touchdown. En un juego de la Semana 15 contra los Redskins, Sanders corrió 19 veces para 122 yardas y un touchdown y atrapó seis pases para 50 yardas y otro touchdown en la victoria por 37-27. Durante el juego, Sanders superó a LeSean McCoy y DeSean Jackson en la mayor cantidad de yardas terrestres por un novato y la mayor cantidad de yardas por un novato en la historia de la franquicia, respectivamente. En la Semana 16 contra los Dallas Cowboys, Sanders corrió 20 veces para 79 yardas y un touchdown y atrapó cinco pases para 77 yardas. Terminó su temporada de novato con 818 yardas terrestres y tres touchdowns terrestres, además de 50 recepciones para 509 yardas recibidas y tres anotaciones recibidas.
En la ronda de comodines de la NFC contra los Seattle Seahawks, Sanders corrió 14 veces para 69 yardas en una derrota por 17–9.

### 2020
Sanders se perdió el primer juego de la temporada regular 2020 por una lesión en el tendón de la corva. Regresó en la Semana 2 para debutar en la temporada contra Los Angeles Rams . En la derrota 37-19, Sanders registró 131 yardas de golpeo y un touchdown por tierra. En la Semana 5 contra el equipo de su ciudad natal, los Pittsburgh Steelers, Sanders corrió para 80 yardas y dos touchdowns, incluida una anotación de 74 yardas, durante una derrota 38-29. En la Semana 6 contra los Baltimore Ravens, sumó nueve acarreos para 118 yardas. En la semana 14, contra los New Orleans Saints, tuvo catorce acarreos para 115 yardas y dos touchdowns, incluida una anotación de 82 yardas, la más alta de su carrera, durante la victoria por 24-21. Después de la temporada, Sanders, junto con Clyde Edwards-Helaire fueron seleccionados para la lista jugable de Pro Bowl del Madden 21 Video Game Numbers Challenge.

## Estadísticas de carrera

### Temporada regular
| Año                 | Equipo              | Juegos    | Juegos | Corriendo | Corriendo | Corriendo | Corriendo | Corriendo | Recepción | Recepción | Recepción | Recepción | Recepción | Tropiezos | Tropiezos |
| Año                 | Equipo              | GP        | GS     | Att       | Yds       | Promedio  | Lng       | TD        | Rec       | Yds       | Promedio  | Lng       | TD        | FUM       | Perdido   |
| ------------------- | ------------------- | --------- | ------ | --------- | --------- | --------- | --------- | --------- | --------- | --------- | --------- | --------- | --------- | --------- | --------- |
| 2019                | FI                  | dieciséis | 11     | 179       | 818       | 4.6       | 65T       | 3         | 50        | 509       | 10,2      | 45        | 3         | 2         | 1         |
| 2020                | FI                  | 12        | 11     | 164       | 867       | 5.3       | 82T       | 6         | 28        | 197       | 7.0       | 28        | 0         | 4         | 2         |
| Carrera profesional | Carrera profesional | 28        | 22     | 343       | 1,685     | 4.9       | 82T       | 9         | 78        | 706       | 9.1       | 45        | 3         | 6         | 3         |

### Postemporada
| Año                 | Equipo              | Juegos | Juegos | Corriendo | Corriendo | Corriendo | Corriendo | Corriendo | Recepción | Recepción | Recepción | Recepción | Recepción | Tropiezos | Tropiezos |
| Año                 | Equipo              | GP     | GS     | Att       | Yds       | Promedio  | Lng       | TD        | Rec       | Yds       | Promedio  | Lng       | TD        | FUM       | Perdido   |
| ------------------- | ------------------- | ------ | ------ | --------- | --------- | --------- | --------- | --------- | --------- | --------- | --------- | --------- | --------- | --------- | --------- |
| 2019                | FI                  | 1      | 1      | 14        | 69        | 4.9       | 18        | 0         | 3         | 8         | 2,7       | 7         | 0         | 0         | 0         |
| Carrera profesional | Carrera profesional | 1      | 1      | 14        | 69        | 4.9       | 18        | 0         | 3         | 8         | 2,7       | 7         | 0         | 0         | 0         |

### Récords de la franquicia Philadelphia Eagles
- Más yardas terrestres por un novato (818)[34]
- Más yardas desde la línea de golpeo por un novato (1,327)[35]
- La mayoría de las yardas de uso general por un novato (1,641)[36]